# Jānis Mustafejevs
Jānis Mustafejevs (Kandava, 26 mei 1992) is een Letse darter die uitkomt voor de PDC. 

## Carrière

### PDC
Mustafejevs speelt voornamelijk op de PDC Nordic & Baltic Tour. In november 2020 maakte hij samen met Madars Razma zijn debuut op de World Cup of Darts.  De Letten vervingen op het laatste moment het Chinese team. Di Zhuang en Zizhao Zheng kwamen door administratieve problemen het vliegtuig in hun thuisland niet in.  Mustafejevs en Razma versloegen Kai Fan Leung en Royden Lam uit Hong Kong met 5-4 in de eerste ronde. Tegen het Belgische duo, bestaande uit Kim Huybrechts en Dimitri Van den Bergh, verloren ze vervolgens met 2-0 in de tweede ronde.